# M.C.D.
M.C.D. (sigles de Me Cago en Dios) és un grup de punk rock basc originari de Bilbao, format el 1979 arran de l'eclosió musical del moviment punk ocorreguda al Regne Unit a la segona meitat dels anys 1970. Al grup se'l va incloure dins de l'anomenat rock radical basc, que va agrupar formacions com Eskorbuto, Zarama, La Polla Records, Cicatriz, Kortatu, Vómito i Tijuana in Blue.

## Història
Els membres fundadors del grup eren oients de bandes com MC5, The Stooges, Dr. Feelgood o Sex Pistols i van fer el seu debut en directe tocant amb Vulpes el 1981.
Després de gravar la seva única maqueta, Empezamos un 23-F, casset que va ser força piratejat, M.C.D. va gravar un àlbum compartit el 1986, Condenados a luchar, amb Discos Suicidas abasn d'un àlbum propi i en directe, Bilboko Gaztetxean, amb el mateix segell discogràfic el 1987.
El 1988, el grup va gravar el segon àlbum, Jódete, amb Basati Diskak, que va portar-los a començar a ser reconeguts en l'àmbit estatal com una de les millors bandes de punk rock del moment. El 1989 van gravar M.C.D. Les desea Merry Christmas, un EP nadalenc compost de dos temes.
El zenit de la banda arriba amb la publicació de De ningún sitio a ninguna parte, editat per Oihuka el 1991. Niko torna de Londres i la formació passa a ser un quintet amb 2 baixistes. El març de 1993 graven en tres dies un disc de versions d'algunes de les bandes que més els havien influenciat, titulant-lo genèricament M.C.D. Grandes éxitos de otros, també editat per Oihuka.
Montxo Armendáriz va incloure la cançó «No hay sitio para ti» a la banda sonora de la pel·lícula Historias del Kronen el 1995, el mateix any que graven l'àlbum Asako Pako, editat per GOR Discos.
El 1998, l'Athletic Club celebra el seu centenari i M.C.D. el seu vintè aniversari, de manera que presenten el miniàlbum Athletic 100 - MCD 20 amb tres cançons, una especial per a l'ocasió, «Athletic», una altra de temàtica bilbaïna i l'himne del club a ritme sexpistolsnià que actualment es pot escoltar a l'Estadi de San Mamés. Aquest tema apareix també al vídeo oficial del centenari de l'Athletic Club dirigit per Pedro Olea. El disc va arribar a ser disc d'or.
El juliol de 2015 es va editar el doble LP, Funeral en Vivo 1979-2004, gravat en directe al concert de comiat que van fer el maig de 2005 i publicat deu anys després de la seva gravació. M.C.D. va continuar tocant fins a finals del 2017 i quan va tenir lloc una pausa de diversos mesos a causa dels problemes de salut de Neil. El juny del 2018 Efe va assumir les tasques de baixista després de la retirada temporal de Neil, i la banda va passar a ser un trio. El 30 de setembre del 2018 va morir Neil després d'una llarga lluita contra el càncer.

## Discografia

### Discos oficials
- Empezamos un 23-F (1985, maqueta)[8]
- Bilboko Gaztetxean (1987)
- Jódete (1989)
- De ningún sitio a ninguna parte (1991)
- M.C.D. (Versiones) (1993)
- Asako Pako (1995)
- Inoxidable (directe, 1997)
- Y Punkto! (1999)
- Imbecil.com (2001)
- MaCarraDa (2004)
- Empezamos un 23-F (2009, maqueta remasteritzada en vinil i CD)
- Con un par (2015 doble CD en estudi i en directe)
- Funeral en vivo 1979-2004 (2015, doble vinil i CD)